# Cecropiaceae
Cecropiaceae is een botanische naam, voor een familie van tweezaadlobbige planten. Een familie onder deze naam wordt zelden erkend door systemen voor plantaxonomie. Traditioneel werden deze planten ingedeeld in de familie Moraceae. In het APG II-systeem (2003) zijn ze ingedeeld bij de familie Urticaceae.
Het APG-systeem (1998) erkende de familie echter wel, en plaatste haar in de orde Rosales. In het Cronquist-systeem (1981) was de plaatsing in een orde Urticales.
Het gaat dan om een niet al te grote familie van enkele honderden soorten houtige planten, die voorkomen in de tropen.